# ホセ・ウスカテギ
ホセ・ウスカテギ（Jose Uzcategui、1989年12月24日 - ）は、ベネズエラのプロボクサー。メリダ州エル・ヴィギア出身。元IBF世界スーパーミドル級王者。

## 来歴
2014年6月28日、ネブラスカ州オマハのセンチュリーリンク・センター・オマハにてテレンス・クロフォードVSユリオルキス・ガンボアの前座で、マット・コロボフとWBOインターコンチネンタルミドル級王座決定戦を行い、プロ初黒星となる10回0-3（2者が91-97、92-96）の判定負けを喫し王座獲得に失敗した。
2017年5月20日、メリーランド州オクソン・ヒルのMGMナショナル・ハーバーでアンドレ・ディレルとIBF世界スーパーミドル級暫定王座決定戦を行い、ウスカテギが8回終了を告げるゴングの後に放ったパンチでディレルがダウンし、レフェリーがウスカテギの失格負けとなり王座獲得に失敗した。試合後リング上の混乱に乗じてディレルのトレーナーで叔父のレオン・ローソンが不意をついてウスカテギを素手で殴り、そのまま会場から逃走して姿を消すが、翌日にウスカテギ側は暴行罪でローソンを告訴した。
2017年9月1日、ウスカテギが反則負けの裁定に不服を申し立てた為、メリーランド州アスレチックコミッションで審理されるが、ウスカテギの申し立てを却下して反則負けを支持する判断が出された。
2018年3月3日、ニューヨークのバークレイズ・センターでIBF世界スーパーミドル級暫定王者のアンドレ・ディレルと対戦し、ディレルが9回2秒に棄権しTKO勝ちを収め王座獲得に成功、10ヵ月ぶりの再戦で前戦の借りを返した。
2018年7月5日、IBFはジェームス・デゲールがIBF世界スーパーミドル級王座を返上した為、ウスカテギを同王座に昇格させ、IBF世界スーパーミドル級2位のカレブ・プラントと指名試合を行うよう指令を出した。
2018年9月28日、オークランドのオラクル・アリーナでエズキエル・マデルナとノンタイトル10回戦で対戦し、判定勝ちを収めた。
2019年1月13日、ロサンゼルスのL.A.ライブ内にあるマイクロソフト・シアターでカレブ・プラントと対戦し、12回0-3（2者が110-116、110-115）の判定負けを喫し初防衛に失敗、王座から陥落した。この試合でウスカテギは28万ドル（約3100万円）、プラントは15万ドル（約1660万円）のファイトマネーを稼いだ。
2021年10月28日、フットプリント・センターでデビッド・ベナビデスとWBC世界スーパーミドル級挑戦者決定戦として11月13日に対戦することが決定していたが、ウスカテギから禁止薬物の組み換えエリスロポエチン（rEPO）の陽性反応が出たため欠場となった。
2022年12月17日、ザ・コスモポリタン内チェルシー・ボール・ルームでウラジミール・シシュキンとIBF世界スーパーミドル級挑戦者決定戦を行い、12回0-3（2者が111-117、113-115）の判定負けを喫しサウル・アルバレスへの挑戦権を獲得出来なかった。

## 獲得タイトル
- WBOラテンアメリカミドル級王座
- IBF世界スーパーミドル級暫定王座（防衛0=正規王座に認定）
- IBF世界スーパーミドル級王座（防衛0）